# Уотога (окръг, Северна Каролина)
Окръг Уотога (на английски: Watauga County) е окръг в щата Северна Каролина, Съединени американски щати. Площта му е 811 km², а населението – 53 922 души (2016). Административен център е град Бун.